# Jason Paige
Jason Paige (* 6. Januar 1969) ist ein US-amerikanischer Sänger, Songwriter, Musikproduzent und Schauspieler.

## Frühes Leben und Ausbildung
Er ist Absolvent der Fiorello H. LaGuardia High School und des Experimental Theatre Wing der New York University.

## Karriere
Paige ist vor allem bekannt durch seinen Gesang in der Ersten englischen Pokémon-Staffel. Er sang auch „Viridian City“ (deutsche Version: Vertania City) und als Hintergrundsänger für die Soundtrack-CD „Pokémon 2.B.A. Master“ (deutsch: Pokémon Schnapp sie dir alle). In einem Interview mit der New York Post im Jahr 2016 hatte Paige noch nicht geahnt, dass der Song so berühmt wird. Tatsächlich sagte er: „Ich wusste nicht sehr viel über Pokémon, als ich die Demo machte, außer dass eine Szene im Zeichentrickfilm eine riesige Welle von epileptischen Anfällen in Japan verursachte.“ Damit nahm er Bezug auf die verrufene Folge Dennō Senshi Porygon. Als Sänger tourte Paige für ein Jahr als Leadsänger der Band Blood, Sweat & Tears.
Er sang und beatboxte zusammen mit Aerosmith auf der Tour und beim Howard-Stern-Remix der Hit-Single „Pink“. Paige war auch Hintergrundsänger für Michael Jackson und er war der Rap-Solist für das Lied Black or White, als es bei Michael Jacksons 30-jährigem Jubiläumskonzert im Madison Square Garden aufgeführt wurde.
Er ist auf der Tribut-CD The Art of McCartney neben Billy Joel, Roger Daltrey, Kiss, Smokey Robinson und anderen zu hören.
Auf der Bühne trat er 2010 in der Produktion von Rent auf der Hollywood Bowl auf.
Während der Vorwahlergebnisse der Präsidentschaftswahl in den Vereinigten Staaten 2012 sang Paige selbst eine Parodie des Pokémon-Themas zur Unterstützung des republikanischen Kandidaten Ron Paul. In einem Interview mit dem Spin Magazine im Jahr 2016 sagte Paige, dass er inspiriert gewesen sei von Pauls Botschaft der Freiheit. Im selben Jahr komplettierte Paige ein Jahr als Leadsänger für die Band Blood, Sweat & Tears und nahm eine Rock-Interpretation des Weihnachtssongs Stille Nacht auf für eine Folge der YouTube-Serie Hellbenders auf.
Paige ist gegen die Beschneidung von Säuglingen, da er sich in seiner Kindheit aus religiösen Gründen einer verpfuschten unterzogen hatte, die zu einer Hautbrücke führte. Seine Mutter, Charlie Paige, gab an, dass sie es bedauert habe, ihn beschnitten zu haben. Paige veröffentlichte einen Song namens Circumcision, eine Parodie auf Stevie Wonders Lied Superstition. Paige billigte Brit Shalom, eine alternative religiöse Zeremonie, und produzierte Musik dafür.
Als Reaktion auf die massive Beliebtheit des Pokémon-Go-Handyspiels nahm Paige das Thema auf dem Höhepunkt der Beliebtheit des Spiels im Juli 2016 erneut auf. Später in diesem Monat sang Paige eine weitere Parodie des Titelsongs mit Dwayne Johnson als Pokémon. Im Oktober 2016 veröffentlichte er seine Hymne A Tribute to Pokémon Go als Schwester-Theme zum Original. Im Februar 2018 nahm er mit Jonathan Young ein Metal-Cover des Originalen Pokémon-Themes auf. Im Dezember des gleichen Jahres veröffentlichte Paige die lange angefragte Extended Version von seiner Interpretation Silent Night of Hellbenders, stilisiert als Powerballade.